# Edikt
Edikt (latin edictum), kungörelse, påbud, förordning. 
I det gamla Rom betecknade detta ord i allmänhet kungörelser av ämbetsman. Sådana kungörelser avsåg ofta tillfälliga förhållanden, till exempel folkförsamlingssammanträde, senatssammankomst och fester. 

## Praetorsedikten
Viktigast var de edikt, som vissa ämbetsmän utfärdade vid början av sin ämbetsutövning. De mest bekanta av dessa är praetorsedikten. 
Praetor, som Romerska rikets högste domare kallades, utfärdade vid ämbetsårets början ett edikt, vari han bekantgjorde de grundsatser han ämnade tillämpa i lagskipningen (edictum perpetuum). Däri gjordes stadgad rättshävd gällande, och där gavs närmare bestämmelser om rättegångsförfarandet med mera, då lagen ej var fullt tydlig eller då den behövde närmare utläggning. Pretorsedikt utfärdades varje år (edictum annuum), men innehöll i huvudsaken delvis detsamma; ty en avgående pretors uppfattning och åsikter upptogs för det mesta av efterträdaren och övergick i hans påbud (edictum tralaticium). Genom dessa edikt kunde lagskipningen hålla någorlunda jämna steg med tidens krav, utan att lagens allmänna stadganden behövde ändras, och småningom uppstod en pretorisk rätt (jus honorarium), grundad på billighet och jämkning efter sig företeende omständigheter. 
Under Hadrianus’ styrelse (117-138) sammanställde Salvius Julianus edicta perpetua i en ordnad samling, vilken, utträngande äldre samlingar, blev grundval för den senare rättsutvecklingen och därmed även för det justinianska lagverket (529-559). Även edilerna och provinsståthållarna utfärdade edikt. De förres var av mer administrativ art, de senares (edicta provincialia) hade i viss mån samma betydelse för provinsen som den romerske stadspretorns ägde för staden Rom.

## Kejserliga edikt och Teoderiks lagbok
De kejserliga edikten (leges edictales eller constitutiones generales) var, i motsats till pretorsedikten, verkliga lagar av såväl privat- som statsrättslig natur. Samma betydelse av verklig lag har ordet edikt i det bekanta edictum Theodorici, den av östgoternas konung Teoderik den store år 500 utfärdade lagboken.

## Edikt i den nyare tidens historia
Även några viktigare statsakter i den nyare tidens historia bär namnet edikt. Mest bekanta är Nantesiska ediktet av 1598, Restitutionsediktet 1629 och det av Hollands ständer 1667 beslutade så kallade Eviga ediktet.